# Premio Nazionale di Letteratura di Cuba
Il Premio Nazionale di Letteratura di Cuba (Premio Nacional de Literatura de Cuba) è un riconoscimento assegnato ad autori che hanno contribuito con le loro opere ad arricchire la letteratura cubana.
Tra i riconoscimenti letterari cubani più prestigiosi, è stato istituito nel 1983 e viene assegnato annualmente dall'Instituto Cubano del Libro facente parte del Ministero della Cultura.

## Albo d'oro[4]
- 1983: Nicolás Guillén
- 1984: José Zacarías Tallet
- 1985: Félix Pita Rodríguez
- 1986: Eliseo Diego, José Soler Puig e José Antonio Portuondo
- 1987: Dulce María Loynaz
- 1988: Cintio Vitier e Dora Alonso
- 1989: Roberto Fernández Retamar
- 1990: Fina García Marruz
- 1991: Ángel Augier
- 1992: Abelardo Estorino
- 1993: Francisco de Oraá
- 1994: Miguel Barnet
- 1995: Jesús Orta Ruiz
- 1996: Pablo Armando Fernández
- 1997: Carilda Oliver
- 1998: Roberto Friol
- 1999: César López
- 2000: Antón Arrufat
- 2001: Nancy Morejón
- 2002: Lisandro Otero
- 2003: Reynaldo González Zamora
- 2004: Jaime Sarusky
- 2005: Graziella Pogolotti
- 2006: Leonardo Acosta
- 2007: Humberto Arenal
- 2008: Luis Marré
- 2009: Ambrosio Fornet
- 2010: Daniel Chavarría
- 2011: Nersys Felipe
- 2012: Leonardo Padura Fuentes
- 2013: Reina María Rodríguez
- 2014: Eduardo Heras León
- 2015: Rogelio Martínez Furé
- 2016: Margarita Mateo
- 2017: Luis Álvarez Álvarez
- 2018: Mirta Yáñez[5]
- 2019: Lina de Feria[6]
- 2020: Eugenio Hernández Espinosa[7]
- 2021: Julio Travieso Serrano[8]
- 2022: Delfín Prats[9]
- 2023: María Elena Llana[10]
- 2024: Waldo Leyva[11]